# Carmichaelia enysii
Carmichaelia enysii är en ärtväxtart som beskrevs av Thomas Kirk. Carmichaelia enysii ingår i släktet Carmichaelia och familjen ärtväxter.

## Underarter
Arten delas in i följande underarter:
- C. e. ambigua
- C. e. enysii